# 善通寺警察署
善通寺警察署（ぜんつうじけいさつしょ）は、かつて存在した香川県警察が管轄する警察署の一つ。
2015年に丸亀警察署へ統合された。2016年3月1日には旧庁舎に善通寺運転免許更新センターが設置された。

## 所在地
- 香川県善通寺市稲木町9-2

## 管轄区域
- 善通寺市

## 沿革
- 2015年（平成27年）4月1日 - 丸亀警察署に統合される。

## 交番
（ ）の中は所在地
- 中央交番（善通寺市上吉田町四丁目）

## 駐在所
（ ）の中は所在地
- 与北駐在所（善通寺市与北町）
- 龍川駐在所（善通寺市原田町）
- 吉原駐在所（善通寺市吉原町）